# Lars Peter Broman (präst)
Lars Peter Broman, född 14 oktober 1833 i Östra Eds socken, död 5 februari 1913 i Linköping, Östergötlands län, var en svensk präst.

## Biografi
Lars Peter Broman föddes 1833 på Ålötterna under Vindö i Östra Eds socken. Han var son till mjölnaren Peter Broman och Birgitta Larsdotter. Broman studerade i Västervik och blev höstterminen 1852 student vid Uppsala universitet. Han avlade där teoretisk teologisk examen 11 september 1855 och praktisk teologisk examen 10 december 1855. Broman avlade folkskollärarexamen i Linköping 28 maj 1856 och prästvigdes 2 november 1856. Han blev 22 april 1862 komminister i 
Asby församling och tillträdde 1864. Den 5 mars 1867 tog han pastoralexamen och utnämndes 10 augusti 1874 till kyrkoherde i Rumskulla församling med tillträde 1875. Broman blev 21 april 1880 kontraktsprost i Tunaläns och Sevede kontrakt och 2 maj 1885 kyrkoherde i Ljungs församling med tillträde 1887. År 1907 blev han ledamot av Vasaorden. Broman avled 1913 i Linköping.

### Familj
Broman gifte sig 7 juni 1864 med Anna Ulrika Josefina Liedholm (född 1836). Hon var dotter till kyrkoherden i Odensvi socken. De fick tillsammans barnen Johan Axel Petrus (född 1865), Anna Sofia (1866–1866), Anna Sofia Laurentia (född 1867), Hugo Ludvig Teodor (född 1869), Helga Maria Birgitta (född 1870), Robert Wilhelm Gotthard (född 1871), Bror Ernst Martin ("Bill") (född 1872), Signe Elin Ulrika (född 1875), Frida Regina Ottilia (född 1876) och Olga Viktoria Kristina (född 1882).